# Pigmeos baka

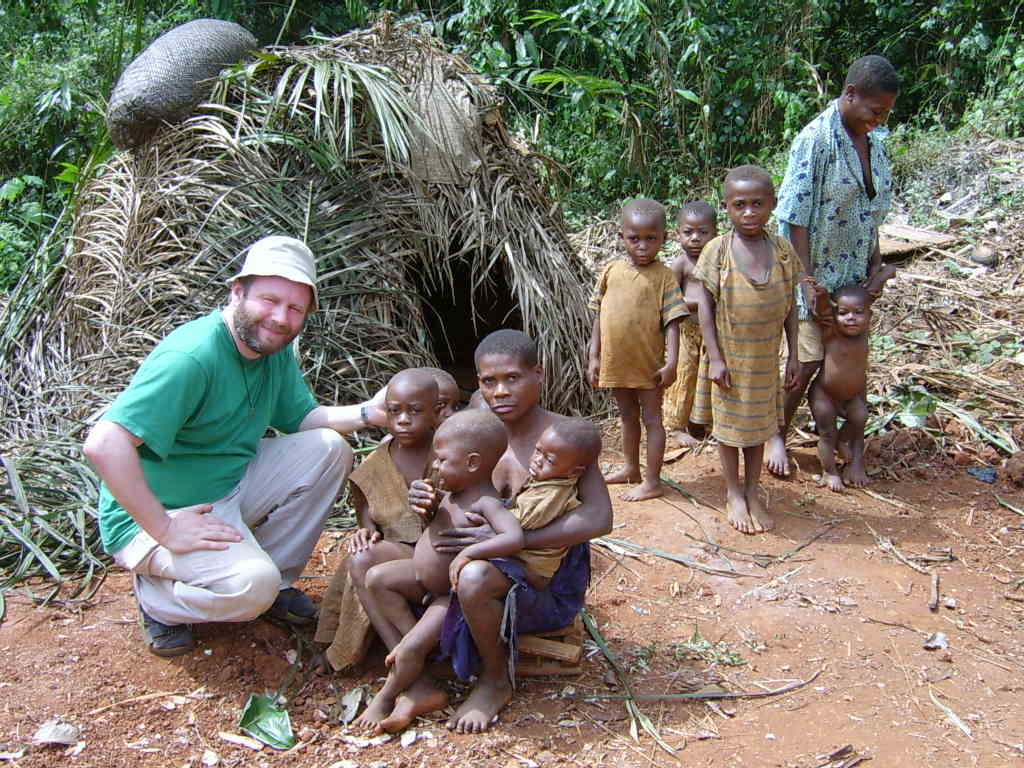
Familia pigmea baka junto a un occidental.

Los Baka, conocidos también en el Congo por los nombres de Bayaka (Bebayaka, Bebayaga, Bibaya), es una etnia perteneciente a las tribus pigmeas, que vive en las selvas lluviosas ecuatoriales, en la región sudoriental de Camerún, en la zona aledaña a la República del Congo, la República Centroafricana y Gabón. Igualmente, el nombre "Baka" es aplicado por error a otras etnias que, al igual que los Baka y los Twa, han sido históricamente llamados pigmeos, un término para referirse a ellos que ya no es considerado respetuoso entre la comunidad internacional.

## Identidad
Los Baka son cazadores recolectores, antiguamente llamados Pigmeos Baka, que se localizan en la selva del África Central. miden poco más de 1,5 metros (5 pies), lo que,  unido a su estilo de vida seminómada, hace que sean comúnmente discriminados y marginados de las sociedades a las que se adhieren. Viven en el sudeste de Camerún, el norte de Gabón y en la parte de República Democrática del Congo. En el área del Congo, los Baka son conocidos como los Bayaka. Algunos Baka también son encontrados en el sudoeste de la república africana. Aunque los Baka se encuentran por toda la selva de África Central, se concentran principalmente en Camerún, con aproximadamente 30.000 personas.
Los Baka es una etnia seminómada, como tantos otros cazadores recolectores como los Bagyeli o los Twa. Sin embargo, se están sedentarizando en pueblos, debido, entre otros factores, a la intensa deforestación de la selva tropical del África Central. Las presiones por parte de sus vecinos, más altos y más dominantes, los Bantúes, también han frenado la movilidad de los Baka. Uno de sus principales problemas es la falta de reconocimiento de sus derechos territoriales: según la ONG Survival International, el movimiento mundial para la defensa de los derechos indígenas, hasta que estos derechos no sean reconocidos, los foráneos y el Estado podrán continuar arrebatando sus tierras, de las cuales depende su supervivencia.
Los Baka han conseguido mantener su lengua, también llamada Baka. A diferencia de los lenguajes de sus vecinos (Koozime, Bakoum and Bangandou) los cuales tienen raíces Bantúes, la lengua Baka proviene de una familia distinta del lenguaje, las lenguas del Ubangui.

## Cultura
Similar a otras etnias cuya subsistencia reside en la caza y la recolecta (cazadores-recolectores), la cultura Baka se articula alrededor de varios pilares, como por ejemplo: un sistema social igualitario; una predominancia del intercambio (de servicios y bienes); un respeto por la libertad individual; un sistema de linaje basado en clanes; y un sistema de parentalidad incluyendo la alloparentalidad.
Entre seminomada y sedentarios, la mayoría de los Baka viven entre pueblos y campamentos forestales. En estos últimos, y de manera tradicional, los Baka viven en chozas hechas con hojas y ramas a las que llaman mongulu.

### Religión y sistema de creencias
Los Baka pertenecen a las Religiones tradicionales africanas que creen en el poder de la Corteza de árbol y en la metamorfosis. Los Baka adoran a Komba y creen en que él es el dios que esta por encima de todo. Ellos también adoran al espíritu del bosque llamado Eyengui (también conocido como Jengi, Djengui o Ejengi). El espíritu del bosque juega un papel de mediador espiritual entre el ser supremo, Komba, y los Baka. Así pues, los Baka comparan a Jengui con un padre o tutor protector. Ellos creen y reverencian firmemente a Eyengui así como creen que Eyengui es el único camino hacia Komba. Los Baka creen que Eyengui esta omnipresente alrededor de todo el bosque permitiéndole esto castigar a todos los transgresores dentro de los confines del bosque. En última instancia, los Baka adoran la naturaleza como Komba, no como Eyengui, que reside en ella.
Habiendo cazado satisfactoriamente, los Baka adoran a Eyengui con cantos de agradecimiento y bailando en un ritual llamado Luma. Estos rituales son necesarios para que Eyengui pueda comparecer ante los Baka, ya que creen que solo se muestra a sí mismo cuando la armonía reina entre los habitantes del poblado. Eyengui también aparece durante la ceremonia importante, Eyengui, donde un joven pasa de ser un niño a un hombre. Durante estas ceremonias, los jóvenes hombres Baka se ofrecen voluntarios para ser iniciados por Eyengui. Una vez que se inician, tienen el derecho a vivir y caminar libremente por el bosque sagrado. Esta ceremonia secreta fue estudiado por el antropólogo, Mauro Campagnoli, quien afirma haber podido participar.
El periodista, Paul Raffaele, describe su experiencia con Eyengui:
"Saliendo de las sombras había media docena de hombres pigmeos acompañando a una criatura envuelta de arriba a abajo en tiras de rafia de tonos rojizos. No tenía facciones, no tenía extremidades, no tenía cara. "Es Eyengui," dijo Wasse, con su voz temblando.
Al principio yo estaba seguro de que era un Pigmeo Baka camuflado en follaje, pero mientras Eyengui se deslizaba a través del oscurecido descampado, los tambores empezaron a vibrar más rápido y más fuerte, así como los pigmeos cantando se hacían más frenéticos, yo empece a dudar de mis propios ojos.
La muerte es considerada como una infortunio para los Baka. Ellos consideran que la muerte de uno de los suyos pasa por ser una representación de la discordia espiritual. Cada tribu, habiendo presenciado la muerte de uno de los suyos, tiene la obligación de rezar a Eyengui y bailar alrededor del cadáver cubierto de escombros durante toda una noche. La danza realizada durante los rituales de la muerte se llama el Mbouamboua. Después de una larga noche de baile, los habitantes del pueblo salen de donde estaban estacionados, dejando el cadáver detrás, y se disponen a trasladarse a otro lugar con el fin de escapar de la maldición.

## Economía
Son principalmente cazadores-recolectores y tienen relaciones de intercambio comercial y de relativa subordinación con tribus  bantúes. Muchas comunidades están siendo expulsadas ilegalmente como parte de un proceso de aplicación de determinados modelos de conservación ambiental. En el sudeste de Camerún, por ejemplo, buena parte de la tierra ancestral de los Baka ha sido transformada en parques nacionales, “áreas protegidas” o destinadas a safaris de caza.
¿Cómo pueden prohibirnos entrar en la selva? No sabemos como vivir de un modo diferente. Nos maltratan, nos matan y nos obligan a huir en Congo.

## Literatura
A finales del año 2016 el escritor, activista, bloguero y africanista Chema Caballero y la ONGD Zerca y Lejos publicaron conjuntamente el libro "Edjengui se ha dormido. Del victimismo al activismo de los pigmeos bakas". En este libro se denuncia la sistemática violación de Derechos Humanos que sufren estas poblaciones en el sur de Camerún por parte de las etnias mayoritarias y de las compañías internacionales.

## Documentales
Dirigido por José Manuel Novoa, Eyengui, el dios del sueño, cuenta la historia de un grupo de pigmeos baká que vive en el corazón de la selva africana se enfrenta a la destrucción de su mundo. La tala indiscriminada de árboles está acabando con su hábitat.
Quiero tener la libertad de andar por el bosque... quiero comer todos los diferentes tipos de comida del bosque sin ser acosado…quiero que podamos usar el bosque libremente para que podamos comer lo que hay en él.
declaró un hombre Baka en un vídeo grabado en terreno.